# Temnora engis
Temnora engis är en fjärilsart som beskrevs av Jordan 1933. Temnora engis ingår i släktet Temnora och familjen svärmare. Inga underarter finns listade i Catalogue of Life.